# Calcide (Etolia)
Calcide (in greco antico: Χαλκίς?) era una città dell'antica Grecia ubicata in Etolia e menzionata da Omero nel catalogo delle navi dell'Iliade, alla quale viene applicato l'epiteto omerico di «lungomare».

## Storia
Strabone, che dice si chiamasse anche Hipocalcis, la ubica sopra un monte che porta lo stesso nome, nei pressi di Calidone e nelle vicinanze di un altro monte chiamato Tafiaso dove, secondo la trazione, vi erano le tombe di diversi centauri, come Neso. Si trovava presso il fiume Eveno.
Viene localizzata su un monte chiamato Varasova, situato presso la località di Ano Vassiliki.